# Spike Jones
Lindley Armstrong Spike Jones (14 de diciembre de 1911-1 de mayo de 1965) fue un músico y líder de banda estadounidense especializado en los arreglos satíricos de canciones populares. A lo largo de las décadas de 1940 y 1950 su orquesta grabó bajo el título de Spike Jones and his City Slickers, y viajó por los Estados Unidos y Canadá con el nombre de The Musical Depreciation Revue.

## Biografía
Nacido en Long Beach (California), su verdadero nombre era Lindley Armstrong Jones. Su padre trabajaba en el ferrocarril Southern Pacific. El joven Lindley consiguió su apodo a causa de su delgadez, pues le comparaban con un clavo ferroviario. A los 11 años de edad consiguió su primera batería. Siendo adolescente tocaba en bandas formadas por él mismo, y un empleado de restaurante de ferrocarril le enseñó cómo utilizar instrumentos de cocina para que sonaran como instrumentos musicales. Frecuentemente tocaba en orquestas teatrales, y en la década de 1930 se sumó a la orquesta de Victor Young, llegándole de ese modo diferentes ofertas para actuar en shows radiofónicos, incluyendo el de Al Jolson Lifebuoy Program, Burns and Allen, y el de Bing Crosby Kraft Music Hall. Entre 1937 y 1942 fue percusionista de la John Scott Trotter Orchestra, la cual tocaba en la primera grabación de Bing Crosby de White Christmas. Spike Jones formó parte de un conjunto que tocaba para la compositora Cindy Walker en sus primeras grabaciones para Decca y Standard Transcriptions. Su canción "We're Gonna Stomp Them City Slickers Down" inspiró el nombre de la futura orquesta de Jones, los City Slickers.
Los City Slickers fue una evolución de los Feather Merchants, un conjunto liderado por el vocalista y clarinetista Del Porter, en el que Jones tocaba. Hicieron grabaciones experimentales para Cinematone Corporation y actuaron públicamente en Los Ángeles, California, ganándose un pequeño grupo de seguidores. Entre los miembros originales se encontraban el vocalista y violinista Carl Grayson, el banjo Perry Botkin, el trombonista King Jackson y el pianista Stan Wrightsman.  
El grupo firmó un contrato de grabación con RCA Victor en 1941 y grabaron en abundancia hasta 1955. También participaron en varios programas radiofónicos (1945–1949) y televisivos (1954–61), tanto para NBC como para CBS.  
En los años cuarenta otros de los más importantes miembros de la orquesta fueron: 
- George Rock (trompeta y vocalista entre 1944 y 1960)
- Mickey Katz (clarinete y vocales)
- Doodles Weaver (vocales – especializado en interpretar a comentaristas deportivos y a cantantes distraídos que de manera persistente revolvían sus letras produciendo malapropismo y divagaban al comediante en vivo)
- Red Ingle (saxofón y vocales)
- Carl Grayson (violín y vocales)
- Country Washburne (tuba)
- Earl Bennett (vocales)
- Joe Siracusa (percusión)
- Joe Colvin (trombón)
- Roger Donley (tuba)
- Dick Gardner (saxo y violín)
- Paul Leu (piano)
- Jack Golly (trompeta y clarinete)
- John Stanley (trombón)
- Don Anderson (trompeta)
- Eddie Metcalfe (saxofón)
- Dick Morgan (banjo)
- George Lescher (piano)
- Freddy Morgan (banjo y vocales)
- Dr. Horatio Q. Birdbath (vocales).

En la década de 1950 en la orquesta se encontraban: 
- Billy Barty (vocales)
- Gil Bernal (saxo y vocales)
- Mousie Garner (vocales)
- Bernie Jones (saxo y vocales)
- Phil Gray (trombón)
- Jad Paul (banjo)
- Peter James (vocales).
- Marilyn Olson Oliveri (vocales y contrabajo)

## Grabaciones de éxito

### Der Fuehrer's Face
En 1942, una huelga de la American Federation of Musicians impidió que Jones hiciera grabaciones comerciales durante dos años. Sin embargo, sí grabó para emisoras de radio, editándose los trabajos bajo el sello Standard Transcriptions en 1941–46. 
Grabada días antes de la prohibición, Jones consiguió un gran éxito radiando en 1942 "Der Fuehrer's Face," una canción que ridiculizaba a Adolf Hitler. El tema fue escrito originalmente para la película animada de propaganda realizada por Walt Disney en 1943 y ganadora de un premio Óscar Donald Duck in Nutzi Land, según los archivos de Disney. El éxito de la grabación motivó que Disney re-titulara la película, y la canción finalmente alcanzó finalmente el número tres de las listas.

### Otras canciones satíricas
Mel Blanc, la voz de Bugs Bunny y otros personajes de dibujos animados de Warner Brothers, interpretó un verso con voz de borracho y con hipo en el tema de 1942 "Clink! Clink! Another Drink". La balada romántica "Cocktails for Two", originalmente escrita para evocar un íntimo encuentro romántico, fue regrabada por Spike Jones en 1944 como un himno a la hora del cóctel. La versión de Jones fue un gran éxito, para disgusto del compositor Sam Coslow. Otras sátiras de Jones fueron: "Hawaiian War Chant," "Chloe," "Holiday for Strings," "You Always Hurt the One You Love," "My Old Flame," y muchas más.

### Ghost Riders
La parodia de Spike del tema de Vaughn Monroe "Ghost Riders in the Sky" fue interpretada como si fuera cantada por un borracho, y ridiculizaba a Monroe en su estrofa final:

### All I Want for Christmas
En 1948 Jones grabó "All I Want for Christmas Is My Two Front Teeth," con George Rock, que fue un número uno. Dora Bryan grabó en 1963 una variación, "All I Want For Christmas is a Beatle".

### Asesinando a los clásicos
Entre la serie de grabaciones de los años cuarenta había versiones humorísticas de obras clásicas tales como la adaptación de la pieza de Franz Liszt Liebesträume. Otra versión fue la de la Obertura de Guillermo Tell, de  Gioacchino Rossini, interpretada con utensilios de cocina y utilizando un caballo de carreras como fondo. La colección de 12 "homicidios" fue editada por RCA en 1971 con el título de Spike Jones Is Murdering the Classics. Otros de los temas incluidos eran Pal-Yat-Chee (I Pagliacci), la Danza de las Horas de Amilcare Ponchielli, Canción de Mignon de Piotr Ilich Chaikovski, y Carmen, de Bizet.  
En diciembre de 1945 Spike estrenó su versión de El cascanueces, de Chaikovski, arreglada por Joe "Country" Washburne y con letras de Foster Carling. 

## Radio
Tras actuar como la orquesta de The Bob Burns Show, Spike hizo su propio programa radiofónico en la NBC, The Chase and Sanborn Hour, reemplazando en la temporada veraniega de 1945 a Edgar Bergen. Frances Langford presentaba el programa junto a Jones, y Groucho Marx estaba entre los invitados. 
Entre 1947 y 1949 Jones tuvo un programa en la CBS titulado The Spotlight Revue y más tarde The Spike Jones Show, en el cual intervinieron, entre otros, Frankie Laine, Mel Torme, Peter Lorre, Don Ameche y Burl Ives. Frank Sinatra actuó en el show en octubre de 1948, y Lassie en mayo de 1949. Uno de sus comentaristas era el joven Mike Wallace. Entre los guionistas estaban Eddie Maxwell, Eddie Brandt y Jay Sommers. El último programa de la serie se emitió en junio de 1949.

## Spike Jones y His Other Orchestra
El nombre de Spike Jones se hizo sinónimo de música alocada. Aunque disfrutaba de la fama y la prosperidad, le enojaba que nadie parecía ver más allá de la locura. Determinado a mostrar al mundo que era capaz de producir otro tipo de música, formó un segundo grupo en 1946. Spike Jones y His Other Orchestra (Su Otra Orquesta) hacía suntuosos arreglos de éxitos bailables. Este grupo alternativo tocaba en compromisos en nightclubs y fue un éxito artístico, pero el público prefería a los City Slickers, por lo que tuvieron pocos espectadores. Por esa razón Jones pagaba parte de su propio bolsillo parte de los gastos de la orquesta. 
La grabación destacada de la Other Orchestra fue "Laura," tema en el cual se oye una primera parte seria (tocada de manera exquisita por el grupo serio) y una segunda frenética (interpretada con humor por los City Slickers). Mickey Kaminsky cantó con este grupo.

## Cine
En 1940 Jones tuvo un papel sin acreditar de pocos segundos de duración como líder de banda en el film de los Dead End Kids Give Us Wings. 
En 1942 el grupo de Jones participó en numerosos cortos musicales sonoros que se visualizaban en máquinas de proyección tragaperras en galerías comerciales, cafés y bares. La orquesta actuó bajo su propio nombre en cuatro de los cortos, y dio el trasfondo musical de por lo menos otros trece, según el musicólogo Mark Cantor. 
Al crecer el prestigio de la banda, los productores de Hollywood contrataron a los Slickers para hacer actuaciones especiales en largometrajes como Thank Your Lucky Stars y Variety Girl. Jones fue escogido para trabajar con Bud Abbott y Lou Costello en una comedia de Universal Pictures a estrenar en 1954, pero cuando Costello se retiró del proyecto por razones médicas, Universal reemplazó al dúo con Hugh O'Brian y Buddy Hackett, promoviendo a Jones al primer papel. El film, Fireman, Save My Child, es una comedia juvenil que fue la única película de Spike Jones que consiguió un buen resultado en taquilla.

## Televisión
Como hábil empresario, Jones vio el potencial de la televisión, y grabó dos telefilmes pilotos de media hora, Foreign Legion y Wild Bill Hiccup, en el verano de 1950. El veterano director de comedia Edward F. Cline trabajó en ambos, pero no tuvieron éxito. La banda funcionaba bien en la televisión en directo, medio en el cual su espontaneidad y sus gags garantizaban un buen rato a los telespectadores. La banda protagonizó shows de variedades tales como The Colgate Comedy Hour (1951, 1955) y Four Star Revue (1952), antes de conseguir su propio programa en la CBS, The Spike Jones Show, que se emitió desde 1954 a 1961.

## Últimos años
La llegada de la música rock y el declinar de las grandes bandas influyeron negativamente en el repertorio de Spike Jones. Las nuevas canciones rock no eran apropiadas para las versiones de Jones, y no podía diezmarlas como había hecho con "Cocktails for Two" o "Laura." Aun así, hizo algún número, como en la ocasión que presentó ante la televisión la parte inferior de Elvis Presley.
Jones siempre estaba preparado para adaptarse a los cambios de gustos. En 1950 hubo un movimiento nostálgico hacia la década de 1920, y Jones grabó un álbum con arreglos de Charlestón. En 1953 respondió al creciente mercado de grabaciones para niños con melodías dirigidas directamente a los niños (como "Socko, the Smallest Snowball"). En 1956 Jones supervisó un disco de canciones navideñas, muchas de ellas tocadas de modo serio. Para entonces ya había desaparecido el caos de la vieja City Slickers, y se había reemplazado por el sonido más convencional de un big band, aunque con momentos humorísticos. La nueva orquesta era conocida como Spike Jones and the Band that Plays for Fun. Otra de sus grabaciones fue una versión de "Dominique," un éxito cantado por Sor Sonrisa, en la que Jones no solo toca parte de la melodía con un banjo, sino  que la combina con éxito con "When the Saints Go Marching In!"
La última grabación de los City Slickers fue el LP Dinner Music For People Who Aren't Very Hungry. El campo de las grabaciones de humor pasó de las sátiras musicales a la comedia hablada (Tom Lehrer, Bob Newhart, Mort Sahl, Stan Freberg). Spike Jones también se adaptó; la mayor parte de sus últimos discos son de humor hablado, incluyendo Spike Jones in Stereo (1959). Jones siguió tópico hasta el final: su último grupo, Spike Jones's New Band, grabó cuatro LP de interpretaciones de melodías  pop y folk de los años sesenta (incluyendo "Washington Square" y "The Ballad of Jed Clampett").

## Vida privada y fallecimiento
Jones tuvo cuatro hijos: Linda (con su primera esposa, Patricia Middleton), Spike Jr., Leslie Ann y Gina. Spike Jr. es productor televisivo. Leslie Ann Jones es Directora de Música y Bandas Sonoras en el Rancho Skywalker de George Lucas en el Condado de Marin. La segunda esposa de Spike Jones, la cantante Helen Grayco, actuaba en sus shows, tanto para la escena como para la televisión.
Jones fue un gran fumador y bebedor de café. A causa de su tabaquismo enfermó con un enfisema. Esto le ocasionó la necesidad de utilizar una bombona de oxígeno cuando no actuaba, y en el escenario se limitaba a permanecer sentado detrás de su batería. Falleció en Los Ángeles, California, a los 53 años de edad, en 1965, y fue enterrado en el Cementerio de Holy Cross en Culver City, California.

## Grabaciones famosas
- "Cocktails for Two"
- "Hawaiian War Chant"
- "I Went to Your Wedding"
- "That Old Black Magic"
- "Yes, We Have No Bananas"
- "El Danubio Azul"
- "Black Bottom"
- "The Sheik of Araby"
- "You Always Hurt the One You Love"
- "The Man on the Flying Trapeze"
- Obertura de Guillermo Tell
- "La Danza de las Hoas" (Amilcare Ponchielli)
- "Powerhouse" de Raymond Scott
- "Never Hit Your Grandma With A Shovel"
- "El vuelo del moscardón" (Laughing Record)"
- "Holiday For Strings"
- "Mairzy Doats"
- "Pal-Yat-Chee"
- "The Hut Sut Song"
- "Der Fuehrer's Face"
- "Old MacDonald Had a Farm"
- "Down In Jungle Town"
- "Hotcha Cornia"
- "The Sound Effects Man"
- "The Sailor With The Navy Blue Eyes"
- "Spike Jones in Stereo (A Spooktacular in Screaming Sound)"
- "Chloe"